# Sedlec (Plzeň)
Sedlec è un comune della Repubblica Ceca facente parte del distretto di Plzeň-sever, nella regione di Plzeň.